# Who We Are (Jessika)
Who We Are è un singolo della cantante maltese Jessika e della cantante tedesca Jenifer Brening, pubblicato il 1º marzo 2018 sotto etichetta discografica GRS Music.
Scritto da Mathias Strasser, Zoë Straub, Christof Straub, Stefan Moessle, Jenifer Brening, sia la Muscat che la Brening sono state selezionate tra 1050 candidature alla selezione per il rappresentante sanmarinese all'Eurovision Song Contest in collaborazione con il sito web 1in360.
Inizialmente il brano prevedeva la collaborazione del rapper sanmarinese Irol, il testo era bilingue italo-inglese e conteneva dei campionamenti del singolo Cardiopalma del rapper. Ma successivamente, dopo la rinuncia di Irol, il brano è stato riscritto completamente in inglese, è stato rimosso il campionamento e le strofe rap del brano sono cantate dalla Brening.
Nella serata finale del programma il brano è stata proclamato vincitore del programma, garantendo a Jessika e Jenifer Brening il diritto di rappresentare il San Marino all'Eurovision Song Contest 2018, a Lisbona, in Portogallo.
Il brano gareggerà nella seconda semifinale del 10 maggio 2018, competendo con altri 17 artisti per uno dei dieci posti nella finale del 12 maggio.